# Betsey Johnsonová
Betsey Johnsonová (nepřechýleně Johnson; * 10. srpna 1942 Wethersfield) je americká módní návrhářka.

## Život
Narodila se 10. srpna 1942 ve Wethersfieldu v Connecticutu jako druhá ze třech dětí Leny a Johna Johnsonových. Po úspěšném dokončení střední školy nejprve studovala na Pratt Institute a později přešla na Syracuse University. Na počátku své kariéry navrhovala oblečení pro různé herce a jiné osoby s okolí umělce Andyho Warhola, kde potkala svého pozdějšího manžela, hudebníka Johna Calea. Jejich svatba proběhla v dubnu 1968. Jejich manželství se rozpadlo v roce 1971. V sedmdesátých letech založila vlastní značku Alley Cat, která se brzy stala oblíbenou mezi rockovými hudebníky. V roce 1971 získala ocenění Coty Award a roku 1975 se jí narodila dcera Lulu Johnson. Od roku 2013 vystupuje se svou dcerou v televizním pořadu na Style Network.
V roce 2001 o ní režisérka Lee Grant natočila hodinový dokumentární film v rámci série Intimate Portrait; vedle samotné Johnsonové zde vystoupila například dcera Lulu Johnson, zpěvačka Cyndi Lauper nebo bývalý manžel John Cale. V roce 2009 ji National Arts Club ocenil za celoživotní přínos módě.
V roce 2013 jí byla diagnostikována rakovina prsu, ze které se po terapiích vyléčila.